# 3955 Bruckner
3955 Bruckner è un asteroide della fascia principale. Scoperto nel 1988, presenta un'orbita caratterizzata da un semiasse maggiore pari a 3,0184673 UA e da un'eccentricità di 0,0752834, inclinata di 10,42838° rispetto all'eclittica.
Dal 20 febbraio al 20 maggio 1989, quando 4033 Yatsugatake ricevette la denominazione ufficiale, è stato l'asteroide denominato con il più alto numero ordinale. Prima della sua denominazione, il primato era di 3918 Brel.
L'asteroide è dedicato al compositore austriaco Anton Bruckner.